# Danielle Caron
Pour les articles homonymes, voir Caron.
Danielle Caron, née le 15 avril 1961 à Woluwe-Saint-Lambert, est une femme politique belge bruxelloise, membre du MR. Elle est licenciée en sciences commerciales et financières de l'I.C.H.E.C. 
Ancienne Conseillère provinciale du Brabant, elle a siégé du 6 juin 1995 au 25 mai 2014 comme députée au Parlement bruxellois ainsi que comme conseillère communale depuis le 1er janvier 1983. Elle a exercé la fonction d'échevine des Finances, de l’Informatique et des crèches à Woluwe-Saint-Lambert du 1er janvier 1989 jusqu'à fin 2006. Après avoir été indépendante depuis 2004, exclue du Front Démocratique des Francophones (FDF),, et après mûres réflexions, elle rejoint le cdH et puis le MR pour les élections du 25 mai 2014.

## Décoration
- Officier de l'ordre de Léopold (2014)[5].